# ميدواي (كولومبيا البريطانية)
ميدواي (بالإنجليزية: Midway, British Columbia)‏ هي مستوطنة تقع في كندا في Regional District of Kootenay Boundary. يقدر عدد سكانها بـ 621 نسمة ومساحتها 12.16 كم2 و وترتفع عن سطح البحر 578 متر.